# 羅阿諾克小鱸
羅阿諾克小鱸為輻鰭魚綱鱸形目鱸亞目河鱸科的其中一種，分布於美國維吉尼亞州及北卡羅來納州的Neuse河、 Tar河及Roanoke河流域，體長可達7.8公分，棲息在礫石底質、流速快的溪流。